# Xã Hamilton, Quận Warren, Ohio
Xã Hamilton (tiếng Anh: Hamilton Township) là một xã thuộc quận Warren, tiểu bang Ohio, Hoa Kỳ. Năm 2010, dân số của xã này là 23.556 người.